# Dieter Wruck
Dieter Wruck (* 21. Oktober 1940 in Rostock; † 15. April 2022 in Rostock) war ein deutscher Fußballspieler und Fußballfunktionär.

## Sportlicher Werdegang
Dieter Wruck kam 1960 von Lok Rostock zum Oberligisten SC Empor Rostock, für den er am 22. Mai der Saison 1960 in der höchsten ostdeutschen Spielklasse debütierte. Im in der gleichen Saison erreichten Finale des FDGB-Pokals, in welchem Rostock mit 3:2 nach Verlängerung dem SC Motor Jena unterlag, kam Wruck nach 13 Pflichtspieleinsätzen in seiner ersten Saison bei Empor nicht zum Einsatz. In der Folgesaison 1961/62 war Wruck mit 39 Pflichtspieleinsätzen maßgeblich an der in dieser Saison erreichten DDR-Vizemeisterschaft beteiligt und wurde in den nachfolgenden Saisons 1962/63 und 1963/64 mit Empor erneut Vizemeister.
1966/67 kam Wruck schließlich im FDGB-Pokalfinale zum Einsatz und unterlag der BSG Motor Zwickau 3:0 mit dem F.C. Hansa Rostock, der 1965 aus der Fußballabteilung des SC Empor hervorgegangen war. 1967/68 wurde Wruck schließlich zum vierten Mal Vizemeister der Oberliga, womit Hansa in der Folgesaison am Messepokal 1968/69 teilnahm, in dem Wruck ebenso wie im Messepokal 1969/70 zwei Einsätze absolvierte, Rostock jedoch jeweils in der zweiten Runde ausschied.
Nach 173 Oberligaeinsätzen (drei Tore), 22 Partien im FDGB-Pokal und vier Europapokalspielen verließ Wruck 1970 den F.C. Hansa und schloss sich für vier Jahre der TSG Wismar an.
Von 1992 bis 1993 war Wruck Vizepräsident des F.C. Hansa Rostock.

## Privates
Dieter Wruck war Vater und Großvater. 81-jährig starb er am 15. April 2022.